# Paul Lipinski
Paul Lipinski, auch als Paul Lipinsky geführt, (* 19. Mai 1884 in Deutschland; † 25. Oktober 1959 in Potsdam, DDR) war ein deutscher Bühnen- und Filmschauspieler.

## Leben und Wirken
Über Lipinski ist nur wenig bekannt. Er betrat die Bühne in der Spielzeit 1903/04 im niederschlesischen Liegnitz und wirkte bis zum Ersten Weltkrieg in der deutschen Provinz (u. a. in Hannover, Königshütte, Kattowitz, Freiburg im Breisgau, Köln und Freiburg), ehe er 1914 eingezogen wurde. Kurz nach dem Krieg ging Paul Lipinsky zunächst zurück nach Freiburg um sich anschließend, 1920, in Potsdam niederzulassen. Fortan gehörte er bis zu seinem Karriereende vier Jahrzehnte darauf den Ensembles des dortigen Schauspielhauses und der Volksbühne an. An diesen Spielstätten übernahm er alle Arten von tragenden Nebenrollen und trat u. a. in Stücken wie Klabunds Der Kreidekreis, Bruno Franks Zwölftausend und Eugène Scribes Leonie auf. Nach Kriegsende 1945 war Lipinski der erste Schauspieler, der in Potsdam Lessings Nathan der Weise gab.
Vor allem zu DDR-Zeiten fand Lipinski, der bereits 1932 mit dem Part des Heerführer General Zieten an der Seite von Otto Gebühr in der Fridericus-Rex-Verehrung Die Tänzerin von Sanssouci erstmals vor der Kamera gestanden hatte, auch Beschäftigung beim Film; so setzte ihn die DEFA mit zum Teil winzigen Chargenpartien der unterschiedlichsten Art ein, etwa als Kassierer in Carola Lamberti oder als Kartenspieler in Karriere in Paris. 1959 starb Paul Lipinsky 75-jährig in Potsdam, seiner Wahlheimat seit Kriegsende kurz nach 1918.

## Filmografie (komplett)
- 1932: Die Tänzerin von Sanssouci
- 1952: Karriere in Paris
- 1954: Carola Lamberti
- 1956: Thomas Müntzer
- 1957: Schlösser und Katen